# گانجیرو ناکامورا
گانجیرو ناکامورا (به ژاپنی: 中村鴈治郎 Nakamura Ganjirō)؛(۱۷ فوریهٔ ۱۹۰۲ – ۱۳ آوریل ۱۹۸۳) یک هنرپیشه اهل ژاپن بود. وی بین سال‌های ۱۹۰۶ تا ۱۹۸۲ میلادی فعالیت می‌کرد.
از فیلم‌ها یا برنامه‌های تلویزیونی که وی در آن نقش داشته است می‌توان به کوایدان، علف‌های شناور، در اعماق، انتقام بازیگر، ۴۷ رونین وفادار اشاره کرد.